# Informática

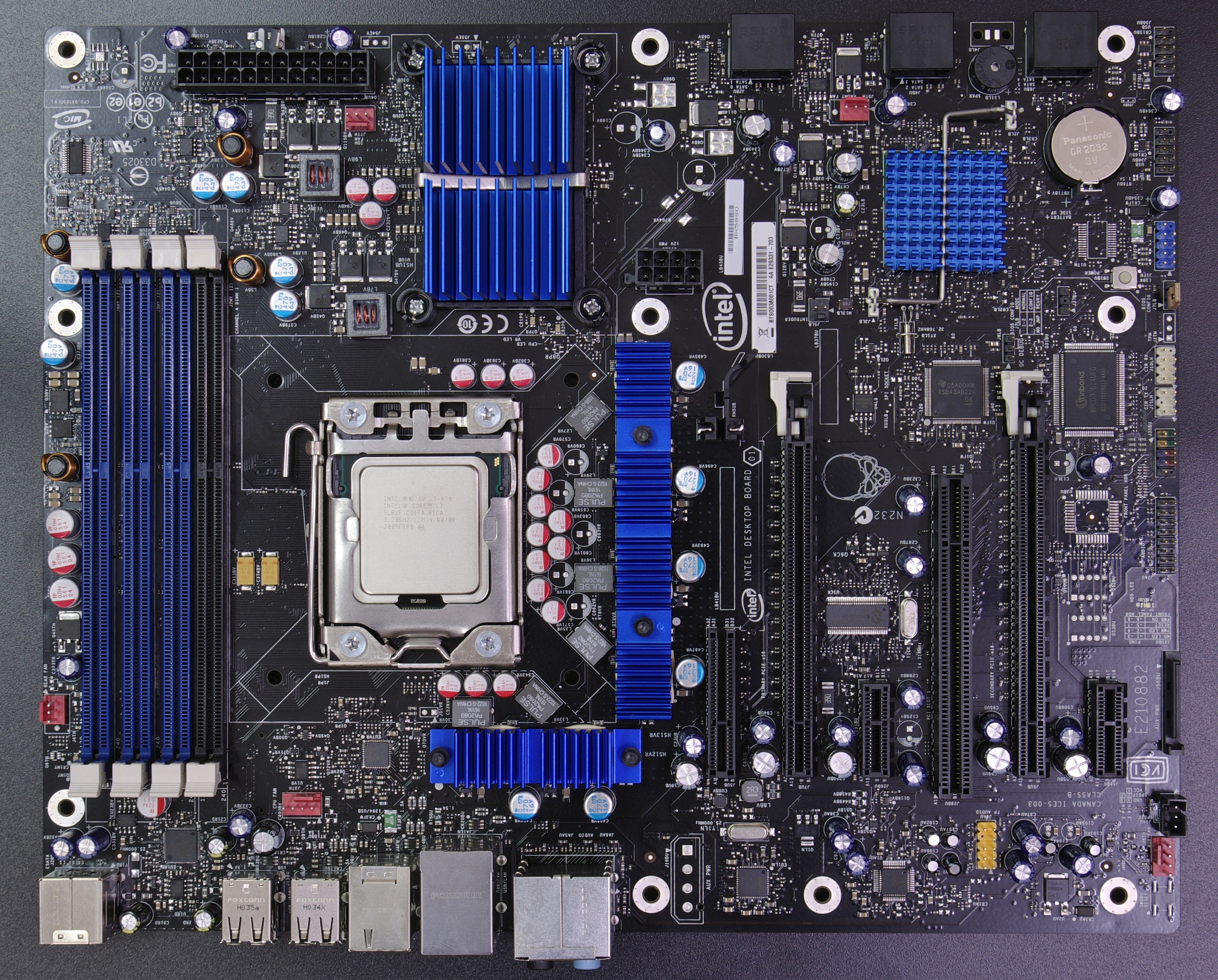
Una placa base de socket Intel, uno de los componentes más esenciales del hardware de una computadora.

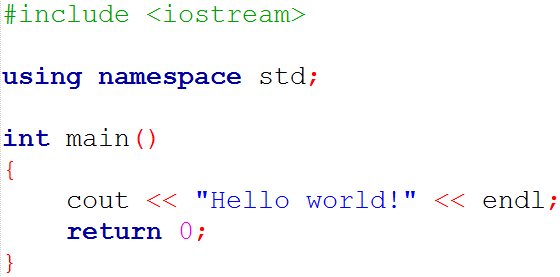
Código fuente de un programa Hola Mundo en lenguaje de programación C++.

La informática, también llamada computación, es el área de la ciencia que se encarga de estudiar la administración de métodos, técnicas y procesos con el fin de almacenar, procesar y transmitir información y datos en formato digital. La informática abarca desde disciplinas teóricas (como algoritmos, teoría de la computación y teoría de la información) hasta disciplinas prácticas (incluido el diseño y la implementación de hardware y software). La informática generalmente se considera un área de investigación académica y distinta de la programación informática.
De esa manera, la informática se refiere al procesamiento automático de información, dispositivos electrónicos, sistemas computacionales.
El término informática también es sinónimo de contar y calcular. En sus inicios, se utilizaba para referirse a la acción realizada por máquinas mecánicas de computación  y, antes de eso, a calculadoras humanas.
Los sistemas informáticos deben contar con la capacidad de cumplir tres tareas básicas: entrada (input, captación de la información), procesamiento y salida (transmisión de los resultados).
No existe una definición consensuada sobre el término. Sin embargo, la Asociación de Docentes de Informática y Computación de la República Argentina ha tomado una posición, definiéndola de la siguiente manera: «La informática es la disciplina o campo de estudio que abarca el conjunto de conocimientos, métodos y técnicas referentes al tratamiento automático de la información, junto con sus teorías y aplicaciones prácticas, con el fin de almacenar, procesar y transmitir datos e información en formato digital utilizando sistemas computacionales. Los datos son la materia prima para que, mediante su proceso, se obtenga como resultado información. Para ello, la informática crea y/o emplea sistemas de procesamiento de datos, que incluyen medios físicos (hardware) en interacción con medios lógicos (software) y las personas que los programan y/o los usan (humanware)».
Es por lo que se hace distinción entre este término y las ciencias de la computación, puesto que el segundo engloba la parte más teórica mientras que informática se refiere a la aplicabilidad de esta anterior en datos usando dispositivos electrónicos. De hecho, se definen cinco subdisciplinas del campo de la informática: ciencias de la computación, ingeniería informática, sistemas de información, tecnología de la información e ingeniería de software.
La informática es la forma científica de procesar la información. Este procesamiento consiste en ordenar, seleccionar, ejecutar cálculos de forma que nos permita extraer conclusiones de la información manipulada. Procesar información es transformar datos primarios en información organizada, significativa y útil, que a su vez está compuesta de datos.
La informática, que se ha desarrollado rápidamente a partir de la segunda mitad del siglo XX con la aparición de tecnologías como el circuito integrado, el Internet y el teléfono móvil, es la rama de la tecnología que estudia el tratamiento automático de la información.
En 1957, Karl Steinbuch añadió la palabra alemana Informatik en la publicación de un documento denominado Informatik: Automatische Informationsverarbeitung (Informática: procesamiento automático de información). El soviético Alexander Ivanovich Mikhailov fue el primero en utilizar Informatik con el significado de «estudio, organización y diseminación de la información científica», que sigue siendo su significado en dicha lengua. En inglés, la palabra informatics fue acuñada independiente y casi simultáneamente por Walter F. Bauer, en 1962, cuando Bauer cofundó la empresa Informatics General, Inc.

## Orígenes de la informática
La disciplina de la informática es anterior a la creación de las computadoras. Ya en la antigüedad se conocían métodos para realizar cálculos matemáticos, por ejemplo, el algoritmo de Euclides. En el siglo XVII comenzaron a inventarse máquinas calculadoras. La herramienta más antigua conocida para su uso en computación es el ábaco, y se cree que fue inventado en Babilonia alrededor del 2400 a. C. Su diseño original de uso fue por líneas dibujadas en arena con guijarros. Esta fue la primera ayuda de cálculo conocida, precediendo a los métodos griegos por 2000 años.
En el siglo XIX, se desarrollaron las primeras máquinas programables, es decir, que el usuario podría modificar la secuencia de acciones a realizar a través de algoritmos específicos. La primera propuesta registrada para el uso de la electrónica digital en la informática fue el artículo de 1931 «El uso de tiratrones para el conteo automático de fenómenos físicos a alta velocidad» de C. E. Wynn-Williams. El artículo de 1938 de Claude Shannon «Un análisis simbólico de los circuitos de conmutación y relés» introdujo la idea de utilizar la electrónica para las operaciones de álgebra booleana.

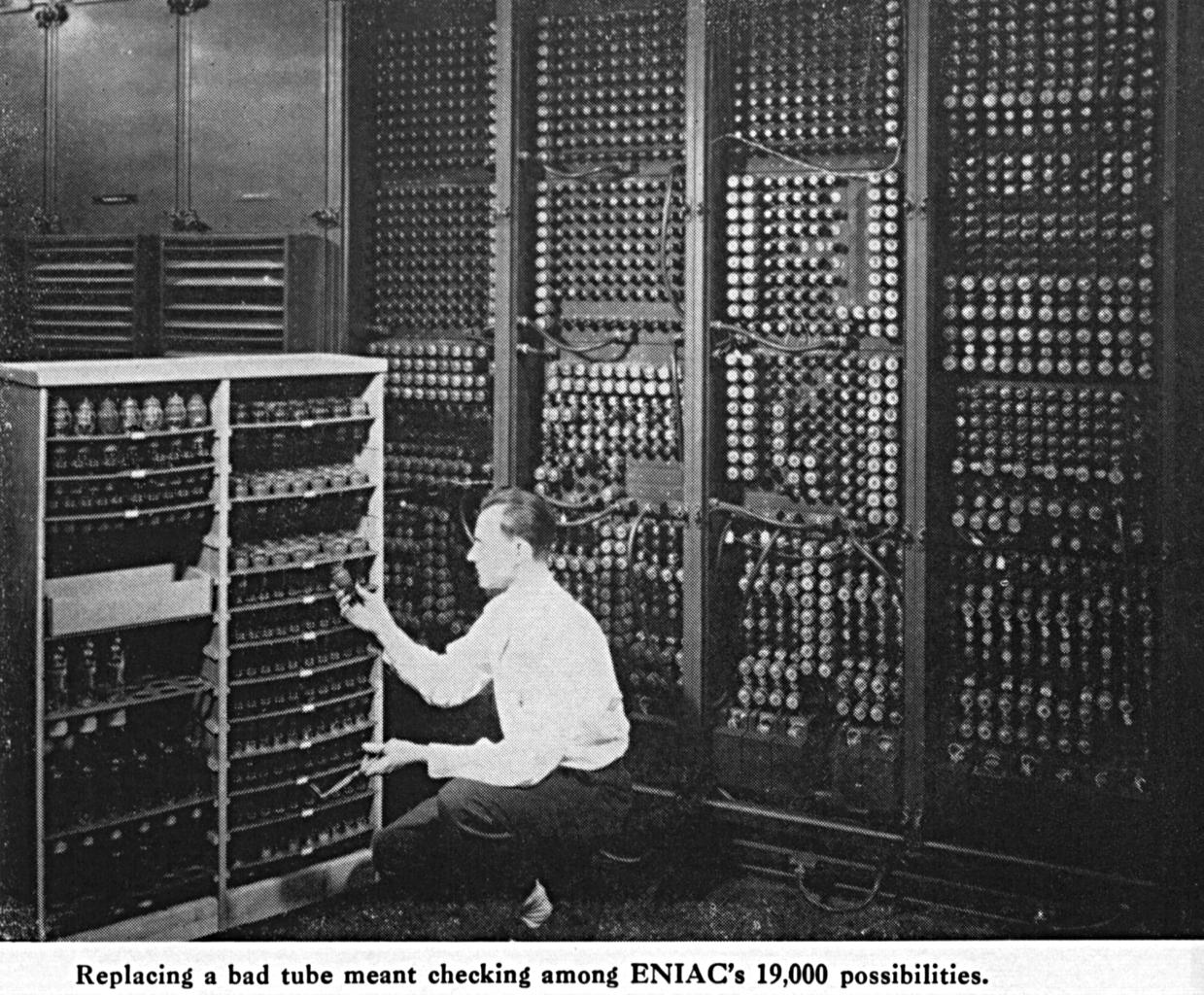
ENIAC, la primera computadora digital electrónica de propósito general y programable

El concepto de un transistor de efecto de campo fue propuesto por Julius Edgar Lilienfeld en 1925. John Bardeen y Walter Brattain, mientras trabajaban con William Shockley en Bell Labs, construyó el primer transistor en funcionamiento, el transistor de contacto puntual, en 1947. En 1953, la Universidad de Mánchester construyó la primera ordenador transistorizado, llamada ordenador de transistores. Sin embargo, los primeros transistores de unión eran dispositivos relativamente voluminosos que eran difíciles de producir en masa, lo que los limitaba a una serie de aplicaciones especializadas. El transistor de efecto de campo de óxido de metal-silicio (MOSFET, o transistor MOS) fue inventado por Mohamed Atalla y Dawon Kahng en Bell Labs en 1959. Fue el primer transistor verdaderamente compacto que podía ser miniaturizado y producido en masa para una amplia gama de usos. El MOSFET hizo posible construir chips de circuitos integrados de alta densidad, dando lugar a lo que se conoce como la revolución informática o revolución de la microcomputadora.
En los inicios del procesamiento automático de la información, con la informática solo se facilitaban los trabajos repetitivos y monótonos del área administrativa. La automatización de esos procesos trajo como consecuencia directa una disminución de los costes y un incremento en la productividad. En la informática convergen los fundamentos de las ciencias de la computación, la programación y también las metodologías para el desarrollo de software, la arquitectura de las computadoras, las redes de computadores, la inteligencia artificial y ciertas cuestiones relacionadas con la electrónica. Se puede entender por informática a la unión sinérgica de todo este conjunto de disciplinas. Esta disciplina se aplica a numerosas y variadas áreas del conocimiento o la actividad humana, por ejemplo: gestión de negocios, almacenamiento y consulta de información; monitorización y control de procesos, industria, robótica, comunicaciones, control de transportes, investigación, desarrollo de juegos, diseño computarizado, aplicaciones/herramientas multimedia, medicina, biología, física, química, meteorología, ingeniería, arte, etc. Puede tanto facilitar la toma de decisiones a nivel gerencial (en una empresa) como permitir el control de procesos críticos. Actualmente, es difícil concebir un área que no esté vinculada o requiera del apoyo de la informática. Esta puede cubrir un enorme abanico de funciones, que van desde las más simples cuestiones domésticas hasta los cálculos científicos más complejos. Entre las funciones principales de la informática se enumeran las siguientes:
- Creación de nuevas especificaciones de trabajo.
- Desarrollo e implementación de sistemas informáticos.
- Sistematización de procesos.
- Optimización de los métodos y sistemas informáticos existentes.
- Facilitar la automatización de datos y formatos.[22]

## Sistemas de tratamiento de la información

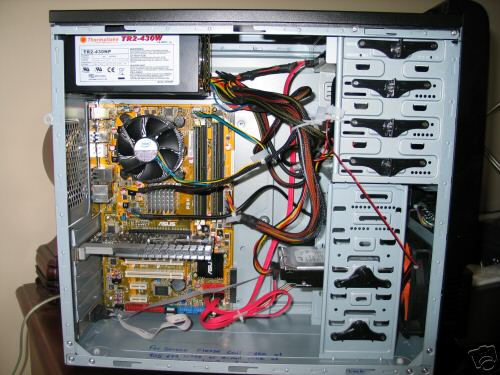
Caja de ordenador con un procesador LGA775 de Intel, con la tarjeta madre, el ventilador del procesador, la alimentación eléctrica, y la memoria.

Los sistemas computacionales, generalmente implementados como dispositivos electrónicos, permiten el procesamiento automático de la información. Conforme a ello, los sistemas informáticos deben realizar las siguientes tres tareas básicas:
- Entrada: captación de la información. Normalmente son datos y órdenes ingresadas por los usuarios a través de cualquier dispositivo de entrada conectado a la computadora.
- Proceso: tratamiento de la información. Se realiza a través de programas y aplicaciones diseñadas por programadores que indican de forma secuencial cómo resolver un requerimiento.
- Salida: transmisión de resultados. A través de los dispositivos de salida los usuarios pueden visualizar los resultados que surgen del procesamiento de los datos.
- Sistema operativo es un conjunto de programas que permite interactuar al usuario con la computadora.
- Sistemas de mando y control, son sistemas basados en la mecánica y motricidad de dispositivos que permiten al usuario localizar, dentro de la logística, los elementos que se demandan. Están basados en la electricidad, o sea, no en el control del flujo del electrón, sino en la continuidad o discontinuidad de una corriente eléctrica, si es alterna o continua o si es inducida, contra inducida, en fase o desfase (ver periférico de entrada).
- Sistemas de archivo, son sistemas que permiten el almacenamiento a largo plazo de información que no se demandará por un largo lapso. Estos sistemas usan los conceptos de biblioteca para localizar la información demandada.
- Código ASCII es un método para la correspondencia de cadenas de bits permitiendo de esta forma la comunicación entre dispositivos digitales así como su proceso y almacenamiento, en la actualidad todos los sistemas informáticos utilizan el código ASCII para representar textos, gráficos, audio e infinidad de información para el control y manipulación de dispositivos digitales.

En un editor de texto presionando las teclas Alt + el número del código ASCII, aparecerá el carácter correspondiente, solamente funciona en un teclado que tenga las teclas numéricas.

## Áreas de la informática
La informática y la computación abarcan una amplia gama de áreas que contribuyen al avance tecnológico y al desarrollo de soluciones innovadoras para resolver problemas complejos. Estas disciplinas se enfocan en diferentes aspectos del procesamiento, almacenamiento, análisis y comunicación de información, desde el diseño de hardware y software hasta el análisis de grandes volúmenes de datos y la inteligencia artificial.

#### 1. Ciencias de la Computación
Estudia los fundamentos teóricos y prácticos de la computación, incluyendo algoritmos, estructuras de datos, lenguajes de programación y teoría de autómatas. Es la base para el desarrollo de software, la inteligencia artificial y otros campos.

#### 2. Desarrollo de Software
Se centra en la creación, diseño, implementación y mantenimiento de aplicaciones y sistemas de software. Incluye metodologías de desarrollo como Agile y DevOps, y el uso de lenguajes de programación como Python, Java o C++.

#### 3. Redes y Comunicaciones
Estudia la conexión y comunicación entre sistemas computacionales, desde redes locales (LAN) hasta redes globales como Internet. Incluye diseño, administración de redes y protocolos como TCP/IP.

#### 4. Ciberseguridad
Se ocupa de proteger sistemas, redes y datos contra ataques y accesos no autorizados. Incluye áreas como criptografía, análisis forense digital, pruebas de penetración y diseño de sistemas seguros.

#### 5. Inteligencia Artificial (IA)
Explora cómo crear sistemas que puedan aprender, razonar y tomar decisiones. Incluye aprendizaje automático, procesamiento del lenguaje natural, visión por computadora y robótica.

#### 6. Bases de Datos
Se centra en el diseño, implementación y administración de sistemas para almacenar, organizar y acceder eficientemente a grandes volúmenes de datos. Incluye bases relacionales, NoSQL y sistemas distribuidos.

#### 7. Computación Gráfica y Realidad Virtual
Estudia la generación y manipulación de imágenes y gráficos por computadora. Incluye el desarrollo de videojuegos, animación, simulaciones y tecnologías de realidad aumentada y virtual.

#### 8. Computación en la Nube (Cloud Computing)
Enfocada en el diseño y uso de servicios de computación que se ofrecen a través de Internet. Incluye almacenamiento, procesamiento y entrega de aplicaciones mediante plataformas como AWS, Azure o Google Cloud.

#### 9. Sistemas Operativos
Estudia el diseño e implementación de sistemas que gestionan los recursos de hardware y proporcionan servicios a las aplicaciones. Ejemplos incluyen Linux, Windows y macOS.

#### 10. Ingeniería de Software
Se ocupa de la aplicación de principios de ingeniería para el desarrollo de sistemas de software robustos y escalables. Incluye análisis de requisitos, diseño de sistemas y pruebas.

#### 11. Robótica
Combina computación, mecánica y electrónica para diseñar y programar robots capaces de realizar tareas automatizadas, interactuar con humanos o adaptarse a su entorno.

#### 12. Computación Cuántica
Área emergente que utiliza principios de la mecánica cuántica para resolver problemas complejos más rápido que las computadoras clásicas, especialmente en criptografía y optimización.

#### 13. Bioinformática
Aplica técnicas computacionales para analizar y modelar datos biológicos, como secuencias genéticas o estructuras proteicas.

#### 14. Ciencia de Datos (Data Science)
Se enfoca en la recolección, análisis y visualización de datos para obtener conocimientos y tomar decisiones informadas. Incluye estadística, aprendizaje automático y minería de datos.

#### 15. Internet de las Cosas (IoT)
Estudia cómo conectar objetos físicos a Internet para que puedan recopilar y compartir datos. Incluye sensores, dispositivos inteligentes y redes de baja potencia.

#### 16. Computación Distribuida
Investiga cómo diseñar y coordinar sistemas en los que múltiples computadoras trabajan juntas para resolver un problema. Ejemplo: clústeres y sistemas basados en blockchain.

#### 17. Computación Teórica
Aborda cuestiones fundamentales como la complejidad computacional, la teoría de la información y problemas de decidibilidad.

#### 18. Interfaces Humano-Computadora (HCI)
Se enfoca en cómo los humanos interactúan con las computadoras y en diseñar sistemas que sean intuitivos y accesibles.

#### 19. Arquitectura de Computadoras
Estudia el diseño y organización del hardware de los sistemas computacionales, como procesadores, memoria y sistemas de almacenamiento.

#### 20. Automatización y Control
Aplica conceptos computacionales para diseñar sistemas que puedan controlar procesos físicos, como en la manufactura o la domótica.

#### 21. Minería de Datos (Data Mining)
Se ocupa de extraer patrones útiles y conocimiento de grandes conjuntos de datos mediante algoritmos especializados.

#### 22. Ética en la Computación
Analiza las implicaciones éticas de las tecnologías computacionales, como privacidad, seguridad, sesgos en algoritmos y derechos digitales.